# Conus infrenatus
Espèce
Statut de conservation UICN

 LC  : Préoccupation mineure
Conus infrenatus est une espèce de mollusques gastéropodes marins de la famille des Conidae.
Comme toutes les espèces du genre Conus, ces escargots sont prédateurs et venimeux. Ils sont capables de « piquer » les humains et doivent donc être manipulés avec précaution, voire pas du tout.

## Description
La taille d'une coquille adulte varie entre 24 mm et 50 mm. La coquille est blanc rosé, entourée de lignes articulées de taches marron et blanches. L'apex est rose.

## Distribution
Cette espèce marine est présente au large du Transkei et du KwaZulu-Natal, en Afrique du Sud.

### Niveau de risque d’extinction de l’espèce
Selon l'analyse de l'UICN réalisée en 2011 pour la définition du niveau de risque d'extinction, cette espèce est endémique à l'Afrique du Sud avec des spécimens trouvés au large de la côte du Transkei, de Jeffreys Bay à Coffee Bay, et au large de la côte de East London. Cette espèce est intrinsèquement peu commune, mais il n'y a pas de menaces imminentes majeures, à part les menaces localisées de la pollution, de l'envasement, etc. qui peuvent affecter les spécimens peu profonds. Elle est considérée comme une préoccupation mineure.

## Taxonomie

### Publication originale
L'espèce Conus infrenatus a été décrite pour la première fois en 1848 par l'éditeur et naturaliste britannique Lovell Augustus Reeve (1814-1865) dans la publication intitulée « Conchologia Iconica, or, illustrations of the shells of molluscous animals »,.

### Synonymes
- Conus (Sciteconus) infrenatus Reeve, 1848 · appellation alternative
- Conus succinctus A. Adams, 1854 · non accepté
- Dendroconus infrenatus (Reeve, 1848) · non accepté
- Leptoconus (Chelyconus) succinctus A. Adams, 1853 · non accepté (nomen nudum)
- Pictoconus infrenatus (Reeve, 1848) · appellation alternative
- Sciteconus infrenatus (Reeve, 1848) · non accepté